# 雷·米倫
雷·米倫（英語：Ray Milland，1907年1月3日—1986年3月10日），是威爾斯演員和導演，曾獲奧斯卡最佳男主角獎。在领取奥斯卡奖时只簡短道謝，成為奧斯卡獎史上發言最短的獲獎者之一。

## 生平
雷·米倫出生时名为阿尔弗雷德·雷金纳德·琼斯（Alfred Reginald Jones），一直到五岁时他都只会说威尔士语。年轻时他非常热衷体育以及骑术，还曾经在他叔叔的马棚担当业余骑师。从大学毕业后他在伦敦的皇家骑兵团担当了三年的卫兵，这段时间里他不光没有松懈自己的骑术，而且还练习击剑以及拳击并且还获得过射击比赛的奖杯。1929年他开始在无声电影里出演小角色，同年就开始担当主演。关于他如何取了后来的名字众说纷纭，比较有可能的是他是从家乡附近借用了一个地名。
1930年后他到了好莱坞，同派拉蒙公司签订了合同。有好几年的时间他都是在爱情电影中出演的主角的情敌或是朋友，1939年、1942年他分别和賈利·古柏以及约翰·韦恩又有过合作，在这之后他获得了更多的赞赏。1945年雷·米倫拍摄了电影《失去的週末》，此片证明了他的演艺才能并为他赢得了一个奥斯卡最佳男主角奖，在片中他饰演一个酗酒的作家，这部影片还为他在戛纳电影节赢得了奖项。在奥斯卡颁奖典礼上，他成為史上發言最短的獲獎者之一。在这之后他所拍摄的电影就趋于平庸了，1952年他凭借电影《盗贼 (1952年电影)》获得了金球奖的提名，他在此片中饰演的是一个没有对白的角色。1954年他还曾经在希区柯克的《电话谋杀案》中饰演一位企圖謀害妻子的冷血丈夫。50年代后他开始转向电视行业，参与了一些电视节目的演出。1985年，由于健康状况每况愈下他退出了演艺事业。

## 演出
- 《失去的週末》（The Lost Weekend）